# Marijona
Marijona ist ein litauischer weiblicher Vorname, abgeleitet von Marija. Die männliche Form ist Marijonas. 

## Personen
- Marijona Kušleikaitė (* 1938), Biologin und Professorin.